# Elachistites
Elachistites är ett utdött släkte av fjärilar som beskrevs av Michail V. Kozlov 1987. Elachistites ingår i familjen gräsmalar, Elachistidae. De arter som beskrivits i släktet är beskrivna ur material från succinit, baltiskt bärnsten.

## Dottertaxa tillElachistites, i alfabetisk ordning[1]
- Elachistites inelusus Kozlov, 1987
- Elachistites sukatshevae Kozlov, 1987